# Агнеш Валькаї
Агнеш Валькаї (угор. Ágnes Valkai, 27 лютого 1981) — угорська ватерполістка.
Учасниця Олімпійських Ігор 2004, 2008 років.
Чемпіонка світу з водних видів спорту 2005 року.